# 程註
程註（1584年—？），字爾雅，號芸閣，湖廣德安府孝感縣人，軍籍，明朝政治人物。

## 生平
萬曆三十四年（1606年）丙午科湖廣鄉試第六十四名舉人，三十八年（1610年）中式庚戌科會試第一百八十四名，三甲第一百五十一名進士。大理寺觀政，授行人司行人，丁憂去官。服闕，四十四年（1616年）起復原職。泰昌元年（1620年）十月授戶科給事中，天啟元年（1621年）八月升禮科右給事中，二年（1622年）九月升戶科左給事中，三年（1623年）升吏科都給事中，四年（1624年）擢太常寺少卿，五年（1625年）正月差往湖廣催缺官變產銀兩，因彈劾客氏、魏忠賢子弟世襲錦衣衛，奏世職太濫，被御史王時英彈劾為東林門戶渠魁，四月坐削籍，追奪誥命。崇禎時起復，累官南京工部尚書。

## 家族
曾祖程昇，徐州吏目。祖父程秭，庠生。父程學契，贈文林郎行人司行人。母湯氏（恩例冠服）。慈侍下。兄台（廩生）；詮（庠生）；圖（光祿監事）；濤（選貢）；恪；悟；炯；珂；治；翕；弇；澹；研；過；造；溶（庠生）；企（太学生），弟亨（庠生）。子良符（增生）；良籌（庠生）；良筠；良籙。